# Julio Garrido Mareca
Julio Garrido Mareca (Madrid, 8 de noviembre de 1911-Madrid, 14 de mayo de 1982) fue un científico, físico, químico, geólogo, cristalógrafo y pensador tradicionalista español. Fue académico de la Real Academia de Ciencias Exactas, Físicas y Naturales.  

## Biografía

### Primeros años y formación
Nació en Madrid en 1911 en el seno de una familia de tradición carlista y fue un católico devoto. Era hijo del comandante de Estado Mayor Julio Garrido Ramos. Estudió el bachillerato en el Liceo Pereda de Santander.
En 1928 se traslada a Madrid para estudiar la licenciatura en Ciencias -sección de Naturales- en la Universidad de Madrid, donde obtiene la licenciatura en Ciencias en septiembre de 1932. Siendo aún estudiante publicó varios trabajos en las publicaciones de la Real Sociedad Española de Historia Natural. 
En 1932, tras concluir su licenciatura en la sección de Ciencias Naturales, se incorporó al equipo de Julio Palacios, con el que llegaría a establecer, años después, una estrecha amistad. Palacios llegó a decir de él:  

Quedé verdaderamente asombrado, cuando a raíz de publicar uno de nuestros primeros trabajos, realizados en colaboración con R. Savia La estructura de la argenita y de la arcantita, apareció en los anales de la Real Sociedad Española de Física y Química una crítica certera del mismo, firmada por Julio Garrido, nombre que era desconocido para nosotros. Supe que era un aventajado alumno de nuestra Sección de Ciencias que, llevado por la curiosidad, había emprendido por sí solo el estudio de métodos cristalográficos. Era un autodidacta que daba muestras que llegar a ser capaz de convertirse en investigador.

Colaboró con Julio Palacios en la puesta en marcha del Instituto Nacional de Física y Química, que se inauguró en febrero de 1932. Ese año comienza a preparar su tesis doctoral, que defenderá en 1934 -con el título Estudio sobre las estructuras de los cristales-, obteniendo el doctorado en Ciencias.

### Vida
Con el estallido de la Guerra civil española, Julio Garrido regresó a España desde Alemania para estar con su madre y su hermana mientras su padre residía exiliado en Francia. Trabajó como asistente del laboratorio de Rayos X del Instituto Nacional de Física y Química desde su regreso hasta 1939. De 1939 a 1945 amplió estudios en la Universidad de París, donde impartió algunas asignaturas y asumió el cargo de Director del Centro Científico de Documentación.
De 1945 a 1946 trabajó en una compañía petrolífera que operaba en España a través de CEPSA. En 1946 ganó una oposición al Instituto Nacional de Técnica Aeronáutica, haciéndose cargo del laboratorio de microscopía electrónica. En 1949 abandonó el INTA para aceptar una invitación de la UNESCO para hacerse cargo de sus centros de documentación en Sudamérica. Residió en México (1951-1965), Uruguay (1954-1955) y Chile (1958-1959). De 1955 a 1958 su destino fue El Cairo. De 1960 a 1965 residió en París al haber sido nombrado director adjunto de los centros de documentación del Centre National de la Recherche Scientifique.
En 1969 regresó definitivamente a Madrid, respondiendo a la invitación de Julio Rodríguez, rector de la Universidad Autónoma, para que ocupase el cargo de director del Departamento de Información y Documentación de la mencionada universidad. Garrido ocupó este cargo hasta su jubilación en 1981. En 1975 había sido elegido miembro de la Real Academia de Ciencias Exactas, Físicas y Naturales, leyendo al año siguiente su discurso de ingreso: Taxonomía matemática y filosofía de las formas de la naturaleza.
Murió el 14 de mayo de 1982. 

## Distinciones y reconocimientos
- Académico de la Real Academia de Ciencias Exactas, Físicas y Naturales (desde 1975).

## Obras

### Libros:
- Los rayos X y la estructura fina de los cristales: fundamentos teóricos y métodos prácticos (Madrid, 1946). Escrito en colaboración con Joaquín Orland, S.J.
- Attitude face à l'Islam. Etude des opinions contemporaines sur la réligion musulmane (París, 1965).
- La mentalidad post-conciliar y las verdades de la fe (Buenos Aires, 1968; México, 1969).
- Forma y estructura de los cristales (Madrid, 1973).
- Taxonomía matemática y filosofía de las formas de la naturaleza (Madrid, 1976).

### Artículos:
- "Notas sobre algunos cristales españoles de mispiquel", en: Memorias de la Real Sociedad Española de Historia Natural 15 (1929) 625-634. Escrito en colaboración con C. Valdeavellano.
- "Notas sobre algunas formas cristalinas de vanadinita de Santa Marta (Badajoz)", en: Boletín de la Real Sociedad Española de Historia Natural 29 (1929) 405-407.
- "Materia y forma en los cristales y en los seres vivos", en Boletín de la Real Sociedad Española de Historia Natural 40 (1942) 533-565.
- "Sur le classification des formes cristallines", en: Anais da Faculdade de Ciências do Porto 30 (1945) 1-35.
- “Sobre la morfología de algunos cristales submicroscópicos”, en: Boletín de la Real Sociedad Española de Historia Natural 48 (Geología) (1950) 71-77.
- "Las matemáticas y la realidad. Consideraciones sobre la «Matemática moderna» y la reforma de la enseñanza", en: Verbo 104 (1972) 391-418.
- "La evolución y la biología molecular. Acerca del libro de Georges Salet «Azar y certeza»", en: Verbo 107-108 (1972) 781-791.
- "El Islam, ¿empresa judía?", en: Verbo 115-116 (1973) 593-623.
- "Retórica, erudición, documentación e informática", en: Verbo 128-129 (1974) 1153-1162.
- "Críticas científicas a la dogmática marxista", en: Verbo 137-138 (1975) 975-1007.